# VfB Aßlar
Der VfB Aßlar ist ein deutscher Fußballverein mit Sitz in der hessischen Stadt Aßlar im Lahn-Dill-Kreis.

## Geschichte

### Gründung und Aufstieg in die Hessenliga
Der Verein wurde ursprünglich im Jahr 1924 gegründet. Zur Saison 1971/72 stieg die erste Mannschaft in die zu dieser Zeit drittklassige Hessenliga auf. Mit 27:45 Punkten landete man am Ende der Spielzeit jedoch nur auf dem 16. Platz was den direkten Wiederabstieg in die Gruppenliga bedeutete.

### Heutige Zeit
In der Saison 2003/04 spielte die erste Mannschaft in der Landesliga Mitte und belegte dort mit 34 Punkten den 13. Platz, was diese knapp vor dem Abstieg bewahrte. Nach der Folgesaison konnte man die Klasse dann nicht mehr halten und stieg mit 33 Punkten über den 14. Platz schließlich dann doch ab. In der Bezirksoberliga Gießen / Marburg gelang mit 81 Punkten aber sofort nach der Saison 2005/06 die Meisterschaft, womit die Mannschaft direkt wieder aufsteigen konnte. Dort konnte man sich mit 61 Punkten nach der Spielzeit dann auch nach der Saison 2006/07 direkt auf dem fünften Platz positionieren. Aus der Landesliga wurde dann zur Saison 2008/09 die Verbandsliga Mitte, in dessen ersten Saison die Mannschaft die Klasse auch halten konnte. Trotzdem startete man zur nächsten Saison wieder in der Kreisoberliga Wetzlar. Nun sollte es ein paar Jahre dauern, bis man mit 72 Punkten nach der Saison 2012/13 über den zweiten Platz wieder etwas mit dem Aufstieg zu tun hatte. In der Relegationsrunde konnte man sich jedoch gegen die drei anderen Vereine nicht durchsetzen und konnte lediglich in drei Spielen einen Punkt sammeln. Direkt danach gelang aber kein weiterer Angriff auf die vorderen Positionen, was darin endete, dass man sich nach der Spielzeit 2015/16 dann sogar in der Abstiegsrelegation wiederfand. Dort gelang es der Mannschaft aber sich gegen den VfL Fellerdilln und die SG Reiskirchen Niederwetz jeweils mit einem Sieg durchzusetzen und somit der Liga erhalten zu bleiben. Somit spielt das Team dort auch noch bis heute.

## Persönlichkeiten
- Melanie Eminger (* 1994), Spielerin in der Jugend und später beim u. a. SC 13 Bad Neuenahr